# Яровое (Кролевецкий район)
Яровое (укр. Ярове) — село,
Яровский сельский совет,
Кролевецкий район,
Сумская область,
Украина.
Код КОАТУУ — 5922688701. Население по переписи 2001 года составляло 486 человек.
Является административным центром Яровского сельского совета, в который, кроме того, входит село
Загоровка.

## Географическое положение
Село Яровое находится у истоков реки Быстра,
ниже по течению на расстоянии в 2,5 км расположено село Прогресс.
По селу протекает пересыхающий ручей с запрудой.

## История
- Село Яровое известно с XVIII века.

## Экономика
- «Нива», ООО.

## Объекты социальной сферы
- Детский сад.
- Школа I—II ст.
- Дом культуры.